# Egidijus Aleksandravičius
Egidijus Aleksandravičius (ur. 21 listopada 1956 w Telszach) – litewski historyk. 
W 1979 ukończył studia na Wydziale Historii Wileńskiego Uniwersytetu Państwowego. Cztery lata później podjął studia aspiranckie w Instytucie Historycznym Litewskiej SRR (zakończone w 1986 obroną pracy kandydackiej na temat ruchu kulturalnego na Litwie między powstaniami listopadowym a styczniowym). W 1994 obronił rozprawę habilitacyjną poświęconą kulturze Litwy odrodzonej. 
Po ukończeniu studiów historycznych zatrudniony jako asystent na Wydziale Historii WUP. Od 1986 pozostawał współpracownikiem naukowym Instytutu Historii Litewskiej SRR, gdzie w 1989 stanął na czele jednego z wydziałów. 
Po upadku komunizmu w 1991 odbył staże naukowe na uniwersytetach w Wisconsin i Madison. Był profesorem wizytującym w Illinois University oraz Helsinkach. 
W 1992 podjął pracę w odrodzonym Uniwersytecie Witolda Wielkiego jako wykładowca na Wydziale Historii. Od 1994 do 1998 kierował Wydziałem Nauk Społecznych UWW. W 1997 uzyskał tytuł profesora. W tym samym roku objął urząd prorektora uczelni oraz przewodniczącego senatu. 
W 2000 uzyskał nominację na dyrektora Instytutu Emigracji Litewskiej oraz dyrektora Centrum Studiów Emigracyjnych. 
Zajmuje się naukowo życiem społecznym i kulturalnym Litwy w XIX wieku oraz początkami litewskiego ruchu narodowego. 
W 1990 znalazł się wśród założycieli czasopisma naukowego Lietuvių Atgimimo istorijos studijos, a osiem lat później również Kauno istorijos metraštį. W 1992 uzyskał nagrodę im. Szymona Dowkonta za książkę Prieš aušrą. Jaunieji Simono Daukanto bičiuliai. 
Odznaczony m.in. Krzyżem Kawalerskim Orderu Zasługi Rzeczypospolitej Polskiej (2001). 

## Wybrane publikacje
- Kultūrinis sąjūdis Lietuvoje 1831–1863 m.: Organizaciniai kultūros ugdymo aspektai, Vilnius 1989
- Blaivybė Lietuvoje XIX amžiuje (Lietuvių atgimimo istorijos studijos, t. 2), Vilnius 1990
- Prieš aušrą: jaunieji Simono Daukanto bičiuliai, Vilnius 1991
- XIX amžiaus profiliai: studijos ir straipsniai, Vilnius 1993
- Lietuvos atgimimo kultūra. XIX amžiaus vidurys, Vilnius 1994
- Carų valdžioje: Lietuva XIX amžiuje, Vilnius 1996 (wraz z Antanasem Kulakauskasem)
- Žemaitijos istorija, Vilnius 1997
- Praeitis, istorija ir istorikai, Vilnius 2000
- Nuo amžių slenksčio: naujausia Lietuvos XIX amžiaus istoriografija, Kaunas 2001 (wraz z A. Kulakauskasem)
- Kas iškirto varnui akį: politikos ir visuomenės kritikos etiudai, Vilnius 2004
- Giesmininko kelias, Vilnius 2003
- Karklo diegas. Lietuvių pasaulio istorija, 2013
- Prieš aušrą, 2015